# Ghumdan
El castell de Ghumdan (àrab: قصر غمدان, qaṣr Ḡumdān) fou un castell a la vora de Sanà al Iemen, situat entre les muntanyes bessones de Nukum i Ayban, famós per les seves dimensions, amb una alçada de vint pisos.
Era de construcció anterior a l'islam, suposadament del segle i aC. Fou destruït pels axumites vers el 525. Després fou reconstruït i fou la residència de Sayf ibn Dhi Yazan després de l'establiment de la sobirania persa vers el 570. El musulmà Farwa ibn Musayk el va demolir quan els seus van conquerir Iemen.
Se l'ha confós de vegades amb el castell d'Umdan a Marib.